# Снежана Зорић
Снежана Зорић (рођена 16. јануара 1949. године у Београду) је бивша југословенска и српска кошаркашица. Најпознатија је по играма у Црвеној звезди где је провела целу своју каријеру. Такође одиграла је низ сезона и у репрезентацији Југославије. Упамћена је као одличан кошгетер, те је на једној утакмици у Перуу играјући за репрезентацију постигла 51 поен.

## Црвена звезда
У редове Црвене звезде стигла је 1963. године, са само 14 година. За први тим је дебитовала 1964. и у црвено-белом дресу играла све до 1976. године. Десет година је предводила Звезду као капитен. Одиграла је 420 утакмица и постигла 10 127 поена (просек 24,11 поена о утакмици). Учествовала је у освајању две шампионске титуле 1973. и 1976. године, као и три национална купа 1973, 1974. и 1976. године.
Снежана Зорић је због сјајних игара чак шест пута проглашавана за спортисткињу године СД Црвена звезда у традиционалном избору Звездине ревије (1967, 1968, 1971, 1972, 1973. и 1974. године).
Круна њене каријере била је сезона 1975/76, када је са црвено-белим тимом освојила дуплу круну. У финалу Купа против Индустромонтаже из Загреба (99:77) постигла је 42 поена. Проглашена је за најбољег играча лиге, а била је и први стрелац првенства. То јој је била и последња сезона у каријери.

## Репрезентација

### Јуниорска селекција
Наступала је за јуниорску репрезентацију Југославије са којом има сребрну медаљу са првенства Европе за јуниорке 1965. године. Тада је постизала просечних 11 поена по утакмици.

### Сениорска селекција
За репрезентацију Југославије је наступала од 1967. до 1976. године. Одиграла је 110 утакмица и постигла 1129 поена (просек 10,3 по мечу). Освојила је бронзану медаљу на шампионату Европе 1970. године у Холандији, када је на седам утакмица постигла 43 поена. Играла је и на Европским првенствима 1972. и 1974. године. Била је други стрелац националног тима на шампионату Старог континента у Бугарској 1972. (90 поена на осам мечева, просек 11,3 по утакмици), иза Марије Вегер, док је у Италији 1974. забележила 42 поена на седам одиграних мечева.